# Chris Robinson (atleta)
Chris Robinson (19 de febrero de 2001) es un deportista estadounidense que compite en atletismo, especialista en las carreras de velocidad y de vallas. Ganó una medalla de oro en los Relevos Mundiales 2025, en la prueba de 4 × 400 m mixto.

## Palmarés internacional
| Relevos Mundiales | Relevos Mundiales | Relevos Mundiales | Relevos Mundiales |
| Año               | Lugar             | Medalla           | Prueba            |
| ----------------- | ----------------- | ----------------- | ----------------- |
| 2025              | Cantón (China)    | Medalla de oro    | 4 × 400 m mixto   |